# Bible polyglotte d'Alcalá
La Bible polyglotte d'Alcalá (en espagnol Biblia políglota complutense, ou plus simplement, la Complutense ; en latin Biblia Poliglota Complutensis) est le nom donné à la première édition d'une Bible polyglotte complète, ainsi que la première version imprimée du Nouveau Testament en grec, de la Septante et du Targoum Onkelos,. Conçue en Espagne, entre 1502 et 1517, publiée en 1520, elle fut pensée, financée et largement supervisée par le cardinal de Tolède Francisco Jiménez de Cisneros.
Selon l'hispaniste français Marcel Bataillon :
« La Bible Polyglotte, gloire d'Alcala dans les annales de l'humanisme, est une des œuvres les plus imposantes qu'ait réalisée alors la science des philologues servie par l'art des imprimeurs. »
Les plus brillants linguistes espagnols de l'époque collaborèrent à sa conception, notamment les hellénistes Antonio de Nebrija et Hernán Núñez, mais aussi certains notables judéo-convers natifs d'Alcalá de Henares, qui apportèrent leur connaissance de l'hébreu.
Éditée à environ 600 exemplaires, seuls 123 d'entre eux sont encore répertoriés à ce jour. Les bibliothèques les plus prestigieuses d'Europe en firent l'acquisition et elle influença considérablement les éditions ultérieures de la Bible.

## Contexte

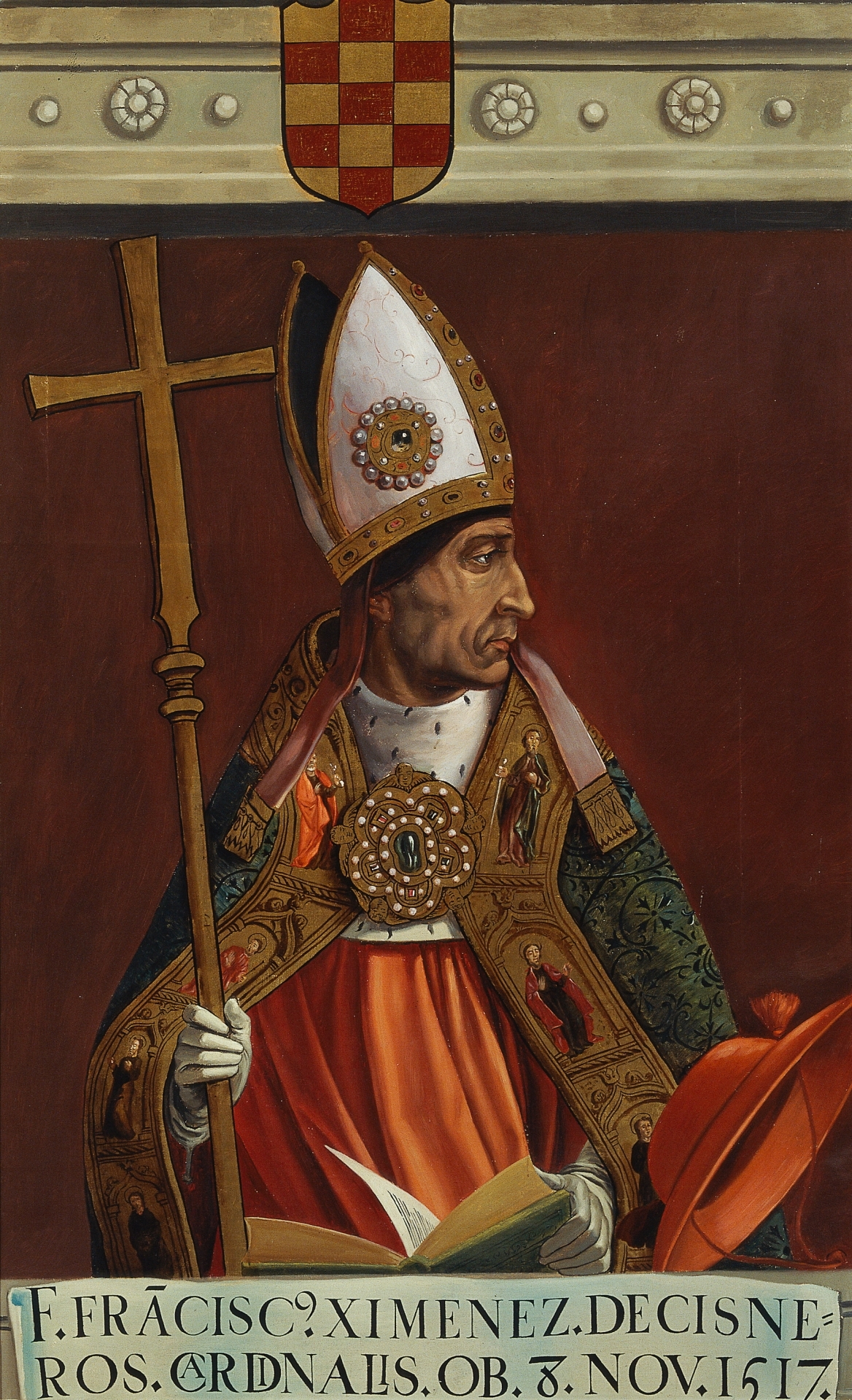
Francisco Jiménez de Cisneros.

La naissance de l'imprimerie dans les années 1450 fut vite mise à profit dans des publications des Écritures et suscita de nouveaux questionnements sur la qualité et la correction des textes ainsi diffusés à très grande échelle. Pedro de Osma tira par exemple du « Codex pervetustus » de l'université de Salamanque près de 600 corrections à l'édition courante de la Vulgate de saint Jérôme. Nebrija, alors enseignant à cette même université, en fit part à Cisneros, à l'occasion d'un séjour salamantin de la cour de Ferdinand. Il ambitionnait déjà de reconstituer la version originelle de la Vulgate et défendit dès lors la nécessité de confronter les textes sources en cas de contradiction des manuscrits, en remontant aux textes grecs dans un premier temps, puis aux versions hébraïsantes (hébreux et araméennes) si des contradictions persistaient.
Le procédé ne manquait cependant pas de détracteurs chez les plus orthodoxes, qui se réclamaient de la méthode scolastique : considérant que seules les versions et interprétations de la Bible par les docteurs de l'Église étaient recevables, certains opposants n'hésitaient pas à affirmer que « les manuscrits latins sont plus corrects que les manuscrits hébreux », allant jusqu'à accuser les juifs d'avoir eux-mêmes saboté leurs Écritures dans l'idée de nuire aux chrétiens, en dépit de la grande rigueur traditionnellement concédée aux premiers en matière de copie, de codification et de transmission écrites,.
L'hébreu, interdit par l'Inquisition espagnole et seulement pratiqué par les familles d'ascendance juive dans le cadre privé, était en voie de disparition.
Cependant l'humanisme gagnait du terrain en Espagne. D'autres, comme Érasme, invoquaient les conclusions du concile de Vienne pour défendre l'enseignement du grec ancien. Au cours de cette période à la charnière du XVe et XVIe siècles, que certains historiens ont qualifiée de Préréforme (par rapport à la Réforme protestante), les monarques se montrèrent de plus en plus réceptifs à ces nouvelles idées. En 1507 Cisneros fut nommé Grand-inquisiteur et cardinal ; l'année suivante l'université d'Alcalá, qu'il fonda lui-même, ouvrit ses portes et réactiva l'enseignement de toutes les langues bibliques.

## Histoire

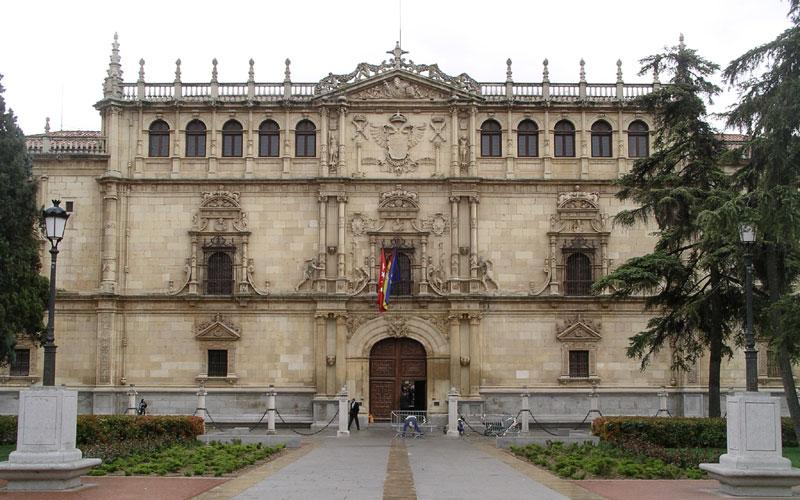
Façade de l'Université d'Alcalá.

Grâce à un investissement financier personnel considérable, Cisneros collecta un grand nombre de manuscrits dans les trois langues et invita les meilleurs théologiens et philologues de l'époque à contribuer à une tâche ambitieuse : assembler une énorme Bible polyglotte afin de « raviver le goût de l'étude des Saintes Écritures », et fournir à ses futurs étudiants des textes de qualité. Les spécialistes se retrouvaient à Alcalá de Henares, dans les bâtiments de l'université de Cisneros. L'élaboration d'un polyglotte trilingue servait également un objectif de cohésion culturelle, en permettant aux différents peuples subsistant en Espagne de disposer d'un unique texte religieux de référence. Les études commencèrent en 1502 sous la direction de Diego López de Zúñiga et se poursuivirent pendant 15 ans.
La valeur estimée de l'ensemble des manuscrits mis à leur disposition s'élève à la somme considérable de 4 000 florins. Si l'on ignore précisément quels manuscrits furent utilisés, on sait qu'ils étaient nombreux mais ne comptaient pas nécessairement parmi les plus prestigieux disponibles à l'époque.

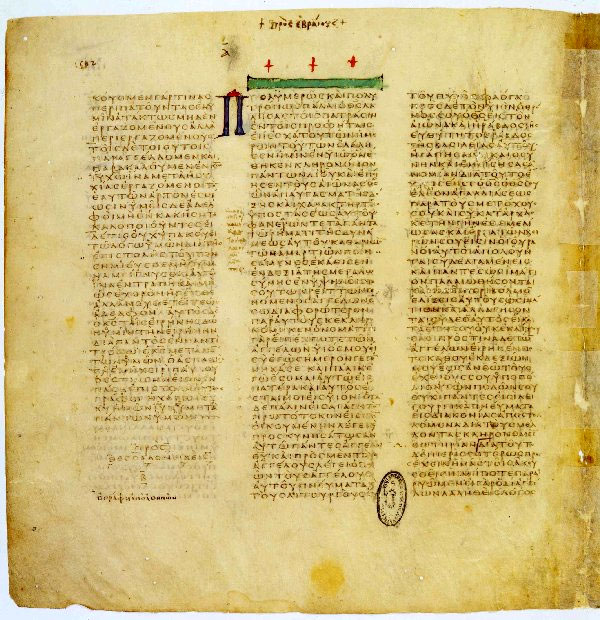
Le codex « Vaticanus B », l'un des plus prestigieux manuscrits bibliques.

On ne dispose que de peu d'informations concernant la réelle participation de Nebrija à l'entreprise, qui resta semble-t-il limitée. Depuis longtemps proche de Cisneros, il lui avait fait part de nombreuses remarques et annotations personnelles, mais il resta relativement éloigné du « noyau dur » de philologues qui œuvrèrent à la Polyglotte, ne collaborant qu'épisodiquement et se montrant parfois même fort critique envers eux. On sait qu'en sa qualité de latiniste il fut convié, alors que l'ouvrage était quasiment sous presse, à réviser la version de la Vulgate complutense, tandis que les textes sémitiques et grecs étaient confiés respectivement aux hébraïstes et aux hellénistes, mais il se montra en désaccord avec cette répartition des tâches, qui allait à l'encontre de ses principes de critique philologique (voir plus haut). Cisneros se montrait moins dérangeant avec la tradition : si son but était également de reconstituer le texte le plus exact, il ne prétendait pas, par exemple, amender la Vulgate à partir de documents plus anciens (ce qui pût être interprété comme une hérésie) mais uniquement travailler à partir des textes « canoniques » disponibles en latin, en résumé « ne rien changer aux leçons communément attestées par les manuscrits anciens », les versions hébreux et grecques ne constituant qu'un éclairage supplémentaire mais en aucun cas « supérieures ».
Comme conséquence de cette méthodologie respectueuse de la tradition, la critique moderne a mis en avant un certain nombre de défauts du contenu de la polyglotte. Un des exemples les plus célèbres et probants est celui d'un verset de la Première épître de Jean désigné sous le nom de Comma Johanneum, absent des versions grecques et des plus anciens exemplaires de la Vulgate, probablement incorporé au texte à la suite des controverses arianistes et totalement intégré par la tradition théologique de l'époque. Les savants d'Alcalá, « bridés par la haute direction du Primat des Espagnes » firent le choix délibéré de le conserver dans leur version latine et allèrent même jusqu'à la traduire dans le texte grec, sans aucune annotation. Ce verset est absent des premiers textes d'Érasme et aurait sans doute été exclu par Nebrija.
Parmi ceux qui œuvrèrent sur le Nouveau Testament on peut citer les latinistes et hellénistes Juan de Vergara et Bartolomé de Castro, sous la direction de Núñez, ainsi que Demetrio Doucas, qui fournit un important travail sur le texte grec,. Pour les collaborateurs à l'Ancien Testament on ne dispose que de données très lacunaires, quelques noms (Maître Pablo Coronel, Maître Alonso, physisien d'Alcalá, Alfonso de Zamora...) dont on sait qu'une bonne part au moins avaient des origines converses,,.
Vers 1510 on fit appel aux services du célèbre imprimeur Arnao Guillén de Brocar, que l'on fit venir de Logroño.
Le Nouveau Testament fut complété en 1514 et achevé d'imprimer le 10 janvier de cette même année, mais sa diffusion fut retardée tandis que se poursuivait le travail sur l'Ancien Testament, afin de pouvoir publier les deux parties réunies en une seule œuvre. Cependant, des rumeurs sur le travail de la complutense parvinrent jusqu'à Érasme de Rotterdam, qui conçut et édita sa propre édition du Nouveau Testament en grec, le Novum Instrumentum omne, accompagné, lui, d'une nouvelle traduction latine, connue sous le nom de Textus Receptus. Ce dernier obtint un privilège exclusif de 4 ans de l'empereur Maximilien et du pape Léon X en 1516. Ce « travail hâtif » est cependant inférieur en qualité à celui de la Complutense. Plusieurs raisons à cela : outre le fait qu'il s'agissait du travail d'un seul homme et disposant de moyens plus limités, il était fondé sur des manuscrits moins diversifiés et de moins bonne qualité et incluait de nombreuses fautes de typographie.
Autour de 1514-1515, il fut décidé d'adjoindre au tout un lexique de termes sémitiques, dont certains s'étaient trouvés altérés ou mal transcrits dans les manuscrits.
L'Ancien Testament d'Alcalá fut compilé en 1517 et son impression achevée le 10 juillet de la même année. En raison du privilège accordé à Érasme, sa publication fut retardée jusqu'à ce que le pape la sanctionne, le 22 mars 1520,. On pense toutefois qu'elle ne fut pas mise à la vente, ou en tout cas ne connut pas de diffusion significative jusqu'en 1522. Cisneros mourut en juillet 1517, soit cinq mois après la finalisation de l'ouvrage, et ne le vit jamais publié.
La Polyglotte d'Alcalá, chef-d'œuvre de l'humanisme de la Renaissance, ne représenta pas une révolution théologique, mais plutôt la somme colossale de toute une tradition. Éditée en environ 600 exemplaires et vendue à 6 ducats et demi l'unité, elle suscita bien des admirations mais resta un objet rare et convoité par les collectionneurs de l'époque.

## Description

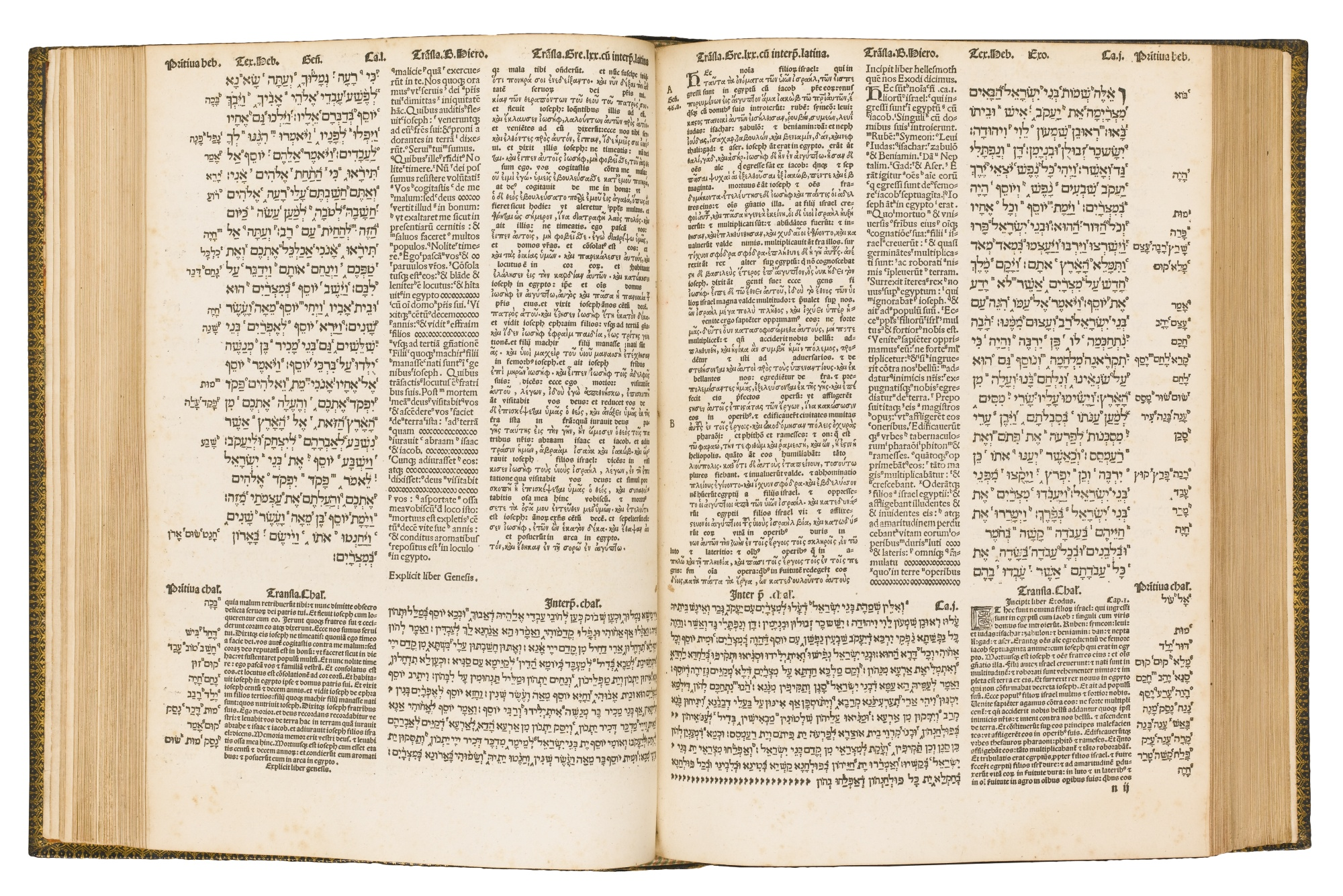
Structure originelle de la Polyglotte d'Alcalá (section de l'Ancien Testament).

### Mise en page
La Bible polyglotte d'Alcalá fut publiée en 6 volumes, les 4 premiers contenant l'Ancien Testament.
Chaque page de celui-ci est divisée en trois colonnes parallèles de texte : à l'extérieur en hébreu, au centre la version latine et la Septante grecque, parfois remaniée à partir du texte hébraïque, à l'intérieur. Sur chaque page du Pentateuque est ajoutée la traduction commentée en langue chaldaïque connue sous le nom de Targoum Onkelos, ainsi que la propre traduction latine de ce dernier dans la partie inférieure de la page. Le texte hébreu se distingue d'autres publiés à la même époque par la présence des voyelles écrites, mais l'absence des accents.
La version latine de Jérôme de Stridon de l'Ancien Testament fut placée entre les versions grecque et hébreu, ainsi que la synagogue et l'Église d'orient ; comme expliqué dans la préface, ils sont placés « tels des voleurs aux côtés de Jésus », c'est-à-dire de l'Église catholique romaine.
Dans le cinquième volume, le Nouveau Testament est présenté sur deux colonnes, en grec et la Vulgate en latin. Le sixième volume contient plusieurs dictionnaires (hébreu, langue chaldaïque et grec ancien), une grammaire de l'hébreu ainsi que des notes visant à aider l'approche du texte.

### Typographie
Bataillon qualifie l'ouvrage de « monument de l'art typographique et de la science scripturaire ». La typographie grecque élaborée par Brocar pour le Nouveau Testament de la Complutense est en effet considérée par les spécialistes comme un sommet de l'imprimerie primitive, avant que le traité de typographie d'Alde l'Ancien domine le monde pour les deux siècles suivants,.
Le célèbre typographe Robert Proctor, qui se montre élogieux envers les caractères grecs de la Complutense, basa sa police de caractère Otter Greek de 1903 sur la Complutense, ainsi que la Greek Font Society pour son GFS Complutensian Greek.

## Postérité

### Impact
La Polyglotte d'Alcalá exerça une indéniable influence sur de nombreuses éditions de la Bible jusqu'à nos jours, et resta une référence, aussi bien en matière de correction textuelle qu'en matière d'édition polyglotte des Écritures. Selon Scrinever, le nombre total de fautes de frappe présentes dans l'ouvrage Complutense n'excède pas la cinquantaine.
Sa grande qualité fut immédiatement appréciée des contemporains. Ainsi, dès 1527, la quatrième édition du Nouveau Testament grec d'Érasme adopta nombre de corrections  tirées de la Complutense. Les éditions révisées du Textus Receptus servirent de base au Nouveau Testament de la Bible du roi Jacques.
La traduction grecque de l'Ancien Testament d'Alcalá resta la plus diffusée jusqu'à la publication d'une nouvelle version par Sixte V en 1587.
Trois éditions de Bibles polyglottes lui succédèrent mais, du point de vue philologique, il fallut attendre plus d'un siècle, avec la parution de la Polyglotte de Londres de Brian Walton en 1654-1657, pour voir de substantielles améliorations dans le traitement polyglotte du texte biblique.

### Rééditions
Les seules rééditions formelles et contemporaines du texte de la Bible polyglotte d'Alcalá furent celles de la Polyglotte de Santander (Biblia Polyglotta Vatabli, Polyglotta Sanctandreana ou Polyglotte de Bertram, Heidelberg, 1586, 1599, 1616).
Cependant, la Bible polyglotte de Montano, parfois désignée comme la Bible d'Anvers ou Biblia Regia, la « Bible Royale », car elle fut réalisée avec le soutien de Philippe II d'Espagne, publiée en 1569-72 par Christophe Plantin fut en grande partie fondée sur celle d'Alcalá,. De fait, elle est quelquefois simplement considérée comme une réédition de cette dernière.
Des manuscrits de meilleure qualité que ceux ayant servi de base à la Bible d'Alcalá ont depuis été mis au jour ; toutefois la dernière Bible polyglotte éditée à ce jour, celle de Vigouroux, tire encore une partie de son contenu de la Complutense.
Un fac-similé de taille réduite fut publié à Valence en 1987. Il fut reproduit à partir des textes des volumes 1 à 5 détenus à Rome par la Compagnie de Jésus. La reproduction du sixième volume contenant les dictionnaires, le plus rare, fut fondée sur la copie disponible à la bibliothèque de l'Université de Madrid.